# Peter Grosser
Peter Grosser (28. září 1938, Mnichov - 3. března 2021, Mnichov) byl německý fotbalista, záložník. Po skončení aktivní kariéry působil jako trenér.

## Fotbalová kariéra
Začínal v Oberlize Süd v Bayernu Mnichov. Po vzniku bundesligy hrál za TSV 1860 München, se kterým získal v roce 1966 mistrovský titul a v roce 1964 DFB-Pokal. Od roku 1969 hrál rakouskou ligu za Austrii Salzburg. Karieru zakončil v německých regionálních soutěžích v týmu SpVgg Unterhaching. V Poháru mistrů evropských zemí nastoupil ve 2 utkáních, v Poháru vítězů pohárů nastoupil v 10 utkáních a dal 2 góly, ve Veletržním poháru nastoupil v 16 utkáních a dal 6 gólů a v Poháru UEFA nastoupil ve 2 utkáních. Za reprezentaci Německa nastoupil v letech 1965-1966 ve 2 utkáních.

## Ligová bilance
| Ročník                                  | Zápasy | Góly | Klub                |
| --------------------------------------- | ------ | ---- | ------------------- |
| Fußball-Oberliga Süd 1958/1959          | 24     | 15   | FC Bayern Mnichov   |
| Fußball-Oberliga Süd 1959/1960          | 27     | 18   | FC Bayern Mnichov   |
| Fußball-Oberliga Süd 1960/1961          | 25     | 12   | FC Bayern Mnichov   |
| Fußball-Oberliga Süd 1961/1962          | 30     | 9    | FC Bayern Mnichov   |
| Fußball-Oberliga Süd 1962/1963          | 28     | 11   | FC Bayern Mnichov   |
| Německá fotbalová Bundesliga 1963/1964  | 18     | 5    | TSV 1860 München    |
| Německá fotbalová Bundesliga 1964/1965  | 29     | 12   | TSV 1860 München    |
| Německá fotbalová Bundesliga 1965/1966  | 32     | 18   | TSV 1860 München    |
| Německá fotbalová Bundesliga 1966/1967  | 22     | 8    | TSV 1860 München    |
| Německá fotbalová Bundesliga 1967/1968  | 22     | 6    | TSV 1860 München    |
| Německá fotbalová Bundesliga 1968/1969  | 7      | 0    | TSV 1860 München    |
| Rakouská fotbalová Bundesliga 1969/1970 | 23     | 4    | SV Austria Salzburg |
| Rakouská fotbalová Bundesliga 1970/1971 | 29     | 9    | SV Austria Salzburg |
| Rakouská fotbalová Bundesliga 1971/1972 | 26     | 9    | SV Austria Salzburg |
| Rakouská fotbalová Bundesliga 1972/1973 | 23     | 2    | SV Austria Salzburg |
| Rakouská fotbalová Bundesliga 1973/1974 | 29     | 6    | SV Austria Salzburg |
| Rakouská fotbalová Bundesliga 1974/1975 | 34     | 2    | SV Austria Salzburg |
| CELKEM Německá fotbalová Bundesliga     | 130    | 49   |                     |
| CELKEM Fußball-Oberliga Süd             | 134    | 65   |                     |
| CELKEM Rakouská fotbalová Bundesliga    | 164    | 32   |                     |